# Massepha ohbai
Massepha ohbai là một loài bướm đêm trong họ Crambidae.